# Mona llanosa grisa
La mona llanosa grisa (Lagothrix lagothricha cana) és una subespècie de la mona llanosa comuna. És originària de l'oest del Brasil (al sud del riu Amazones), l'est del Perú i el nord de Bolívia. Viu en diferents tipus de boscos, com ara selves pluvials i boscos de muntanya a altituds de fins a 2.500 msnm.